# Sadok Sassi
Sadok Attouga Sassi é um ex-futebolista tunisiano que atuava como goleiro pelo Club Africain e seleção tunisiana.

## Seleção nacional
Sassi foi nome importante na seleção nos 60 e 70 e competiu como goleiro titular na Copa do Mundo FIFA de 1978, sediada na Argentina, na qual a seleção de seu país terminou na nona colocação dentre os 16 participantes.